# Sebastidae

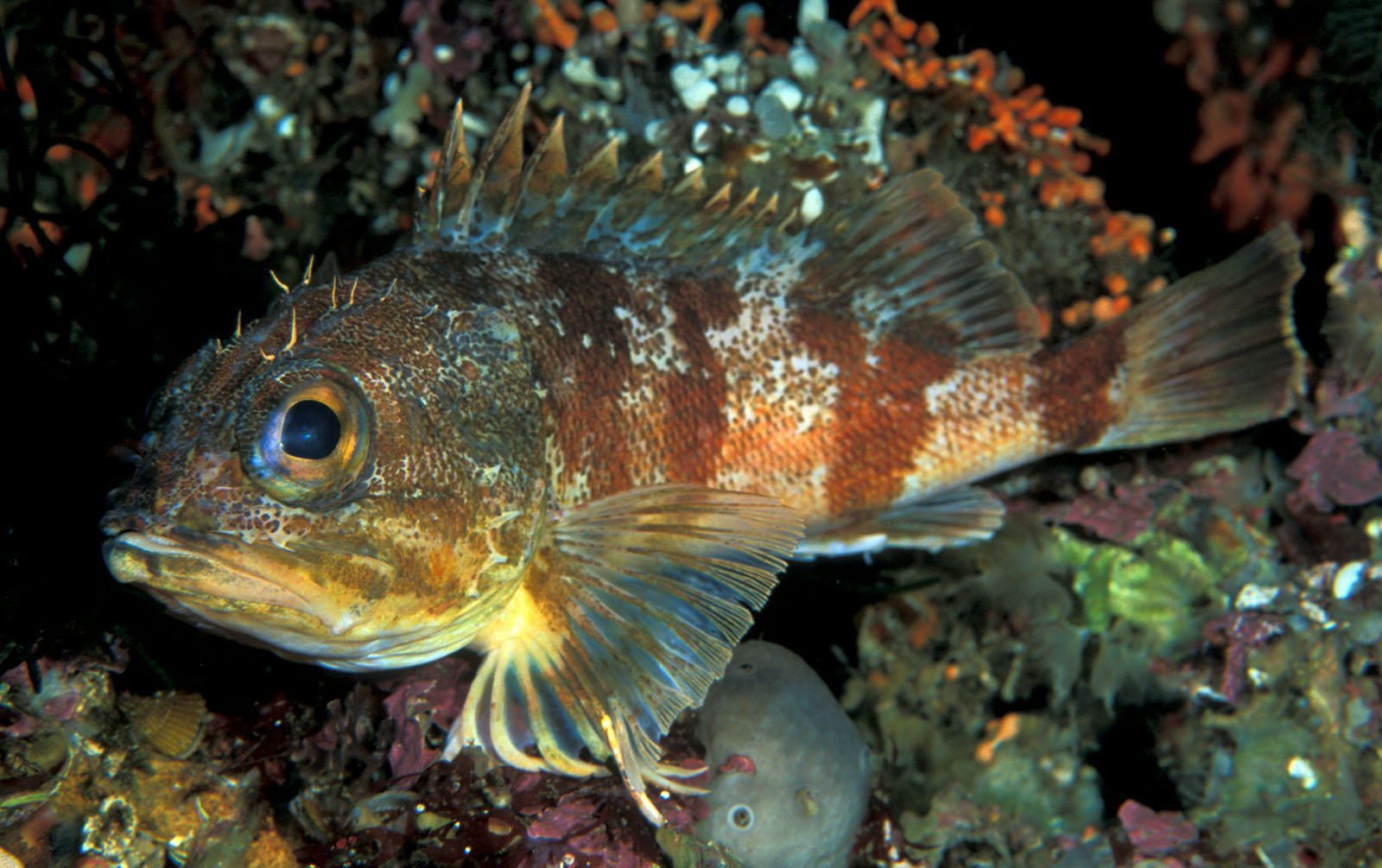
Helicolenus percoides.

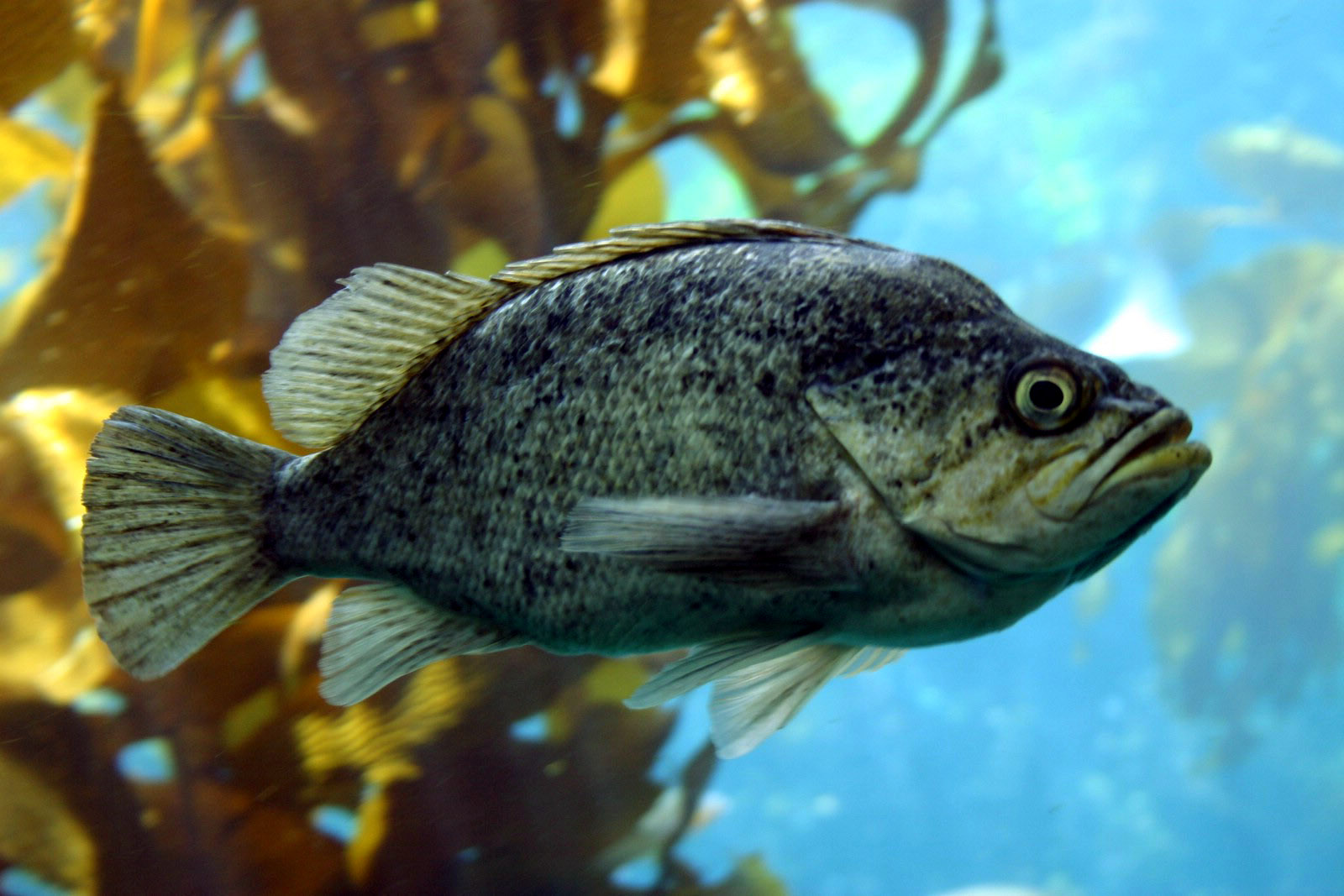
Sebastes atrovirens.

Sebastidae é uma família de peixes marinhos incluída na ordem Scorpaeniformes, com distribuição natural nos oceanos Atlântico, Índico e Pacífico, embora o género maioritário (Sebastes) ocorra apenas no norte do Pacífico.

## Descrição
O nome sebastes deriva do título em grego clássico de augusto ou admirável, adjetivo que os romanos deram a Augusto (r. 27 a.C.-14 d.C.).
Os membros desta família apresentam o corpo comprimido lateralmente, com a região dorsal normalmente com excrecências e espinhos. Possuem glândulas de veneno nos raios da barbatana dorsal, da barbatana anal e nas barbatanas pélvicas.
De acordo com o ITIS a família não é considerada válida, devendo os géneros que a compõem integrar a família Scorpaenidae.
A base FishBase a família é válida, incluindo 137 espécies agrupadas em 7 géneros:
Subfamília Sebastinae:
- Género Helicolenus (Goode e Bean, 1896)
  - Helicolenus alporti (Castelnau, 1873) )
  - Helicolenus avius (Abe e Eschmeyer, 1972)
  - Helicolenus barathri (Hector, 1875)
  - Helicolenus dactylopterus dactylopterus (Delaroche, 1809)
  - Helicolenus fedorovi (Barsukov, 1973)
  - Helicolenus hilgendorfii (Döderlein, 1884)
  - Helicolenus lahillei (Norman, 1937)
  - Helicolenus lengerichi (Norman, 1937)
  - Helicolenus mouchezi (Sauvage, 1875)
  - Helicolenus percoides  (Richardson y Solander, 1842)
- Género Hozukius (Matsubara, 1934)
  - Hozukius emblemarius (Jordan y Starks, 1904)
  - Hozukius guyotensis (Barsukov y Fedorov, 1975)
- Género Sebastes (Cuvier, 1829)
  - É o género tipo e mais importante da família, com 112 espécies (ver o artigo sobre o género Sebastes).
- Género Sebastiscus (Jordan y Starks, 1904)
  - Sebastiscus albofasciatus (Lacepède, 1802)
  - Sebastiscus marmoratus (Cuvier, 1829)
  - Sebastiscus tertius (Barsukov y Chen, 1978)

Subfamília Sebastolobinae:
- Género Adelosebastes (Eschmeyer, Abe y Nakano, 1979)
  - Adelosebastes latens (Eschmeyer, Abe y Nakano, 1979)
- Género Sebastolobus (Gill, 1881)
  - Sebastolobus alascanus (Bean, 1890)
  - Sebastolobus altivelis (Gilbert, 1896)
  - Sebastolobus macrochir (Günther, 1877)
- Género Trachyscorpia (Ginsburg, 1953)
  - Trachyscorpia carnomagula (Motomura, Last y Yearsley, 2007)
  - Trachyscorpia cristulata cristulata (Goode y Bean, 1896)
  - Trachyscorpia cristulata echinata (Koehler, 1896)
  - Trachyscorpia eschmeyeri (Whitley, 1970)
  - Trachyscorpia longipedicula (Motomura, Last y Yearsley, 2007)
  - Trachyscorpia osheri (McCosker, 2008)